# Argentina ai Giochi della IX Olimpiade
L'Argentina partecipò ai Giochi della IX Olimpiade, svoltisi ad Amsterdam, Paesi Bassi, dal 28 luglio al 12 agosto 1928, con una delegazione di 81 atleti impegnati in 12 discipline, aggiudicandosi 3 medaglie d'oro, 3 medaglie d'argento e 1 medaglie di bronzo.

## Medagliere

### Per discipline
| Sport    | Oro | Argento | Bronzo | Totale |
| -------- | --- | ------- | ------ | ------ |
| Pugilato | 2   | 2       | 0      | 4      |
| Nuoto    | 1   | 0       | 0      | 1      |
| Calcio   | 0   | 1       | 0      | 1      |
| Scherma  | 0   | 0       | 1      | 1      |
| Totale   | 3   | 3       | 1      | 7      |

### Medaglie
| Medaglia | Atleta                                                                      | Sport    | Evento                          |
| -------- | --------------------------------------------------------------------------- | -------- | ------------------------------- |
| Oro      | Alberto Zorrilla                                                            | Nuoto    | 400 metri stile libero maschili |
| Oro      | Víctor Avendaño                                                             | Pugilato | Pesi mediomassimi               |
| Oro      | Arturo Rodríguez                                                            | Pugilato | Pesi massimi                    |
| Argento  | Argentina                                                                   | Calcio   | Torneo Maschile                 |
| Argento  | Víctor Peralta                                                              | Pugilato | Pesi piuma                      |
| Argento  | Raúl Landini                                                                | Pugilato | Pesi welter                     |
| Bronzo   | Raúl Anganuzzi Carmelo Camet Roberto Larraz Luis Lucchetti Héctor Lucchetti | Scherma  | Fioretto a squadre maschile     |

## Risultati

### Calcio
| Atleta | Classifica |                      |
| --- | --- | -------------------- |
| V · D · M Nazionale argentina · Calcio ai Giochi Olimpici Estivi 1928 P Bossio · P Díaz · D Bidoglio · D Helman · D Orlandini · D Paternoster · D Weissmuller · D Zumelzú · C Calandra · C Evaristo · C Luna · C Médici · C Monti · C Ochoa · C Perinetti · A Carricaberry · A Cherro · A Ferreira · A Gainzarain · A Orsi · A Perducca · A Tarasconi · CT : Lago Millán | Argento |                      |
| Nazionale argentina · Calcio ai Giochi Olimpici Estivi 1928 | |                      |
| P Bossio · P Díaz · D Bidoglio · D Helman · D Orlandini · D Paternoster · D Weissmuller · D Zumelzú · C Calandra · C Evaristo · C Luna · C Médici · C Monti · C Ochoa · C Perinetti · A Carricaberry · A Cherro · A Ferreira · A Gainzarain · A Orsi · A Perducca · A Tarasconi · CT: Lago Millán                                                                        | P Bossio · P Díaz · D Bidoglio · D Helman · D Orlandini · D Paternoster · D Weissmuller · D Zumelzú · C Calandra · C Evaristo · C Luna · C Médici · C Monti · C Ochoa · C Perinetti · A Carricaberry · A Cherro · A Ferreira · A Gainzarain · A Orsi · A Perducca · A Tarasconi · CT: Lago Millán | Argentina (bandiera) |

### Pallanuoto
| Atleta | Classifica                                                                                 |                      |
| --- | ------------------------------------------------------------------------------------------ | -------------------- |
| V · D · M Nazionale maschile argentina di pallanuoto · Giochi olimpici - Amsterdam 1928 Bistoletti · Bustamente · Castro · Moreau · Rovere · Uranga · Vásquez · Stipanicic · CT : - | 9°                                                                                         |                      |
| Nazionale maschile argentina di pallanuoto · Giochi olimpici - Amsterdam 1928 |                                                                                            |                      |
| Bistoletti · Bustamente · Castro · Moreau · Rovere · Uranga · Vásquez · Stipanicic · CT: -                                                                                          | Bistoletti · Bustamente · Castro · Moreau · Rovere · Uranga · Vásquez · Stipanicic · CT: - | Argentina (bandiera) |